# Русилів (Чортківський район)
Руси́лів — село в Україні, у Золотопотіцькій селищній громаді Чортківського району Тернопільської області. До 2015 року — центр Русилівської сільської ради. Розташоване на правому березі р. Стрипи за  23 км від найближчої залізничної станції Бучач. Населення 304 особи (2007).
Від вересня 2015 року ввійшло у склад Золотопотіцької селищної громади.
Поблизу села є пам'ятка природи — Русилівські водоспади.

## Історія
Відоме від XVI століття.
1621 року у Русилові збудовано дерев'яну церкву.
Діяли філії товариства «Просвіта» та інших товариств, кооператива; читальня товариства «Просвіта» (співзасновник - Танчаковський Степан).

За сприяння пароха отця Івана Галібея:
- 1934 року збудували школу, заклали, освятили фундамент нової кам'яної церкви[1]
- організовано хор, аматорський гурток, філію товариства «Сокіл».[2]

18 вересня 1945 року підрозділ НКВД вбив 8 мирних жителів. У жовтні 1949 року всіх мешканців (167 родин) Русилова переселили в Дніпропетровську область; люди почали повертатися в 1953—1954 роках.
Наприкінці 1980-х в руїнах церкви виявили книгу про історію населених пунктів, зокрема Русилова, автор — парох села, священик, громадсько-політичний діяч отець Іван Галібей.
12 червня 2020 року, відповідно до Розпорядження Кабінету Міністрів України від № 724-р «Про визначення адміністративних центрів та затвердження територій територіальних громад Тернопільської області», увійшло до складу Золотопотіцької селищної громади.
19 липня 2020 року, в результаті адміністративно-територіальної реформи та ліквідації Бучацького району, село увійшло до складу Чортківського району.

## Політика

### Парламентські вибори, 2019
На позачергових парламентських виборах 2019 року у селі функціонувала окрема виборча дільниця № 610186, розташована у приміщенні школи.
Результати
- зареєстровано 226 виборців, явка 62,83%, найбільше голосів віддано за «Слугу народу» і Радикальну партію Олега Ляшка — по 22,70%, за Всеукраїнське об'єднання «Батьківщина» — 17,02%.[5] В одномандатному окрузі найбільше голосів отримав Микола Люшняк (самовисування) — 69,50%, за Володимира Бліхаря (Всеукраїнське об'єднання «Батьківщина») — 10,64%, за Ігоря Сопеля (Слуга народу) — 6,38%[6].

## Соціальна сфера
Працюють загальноосвітня школа І ступеня, клуб, бібліотека, ФАП.

## Пам'ятки
- Церква Різдва Пресвятої Богородиці та каплиця Матері Божої (2001 р., мурована)
- Пам'ятник Борцям за волю України
- Пам'ятний хрест на честь скасування панщини в Австрійській імперії 1848 року.

## Відомі люди

### Народилися
- Галина Храпко — телевізійний менеджер і кінопродюсер (автор і керівник проекту «Ключовий момент» на телеканалі «Інтер»)[7]

### Проживали, працювали
- отець Іван Галібей — парох села, громадський діяч.

## Галерея

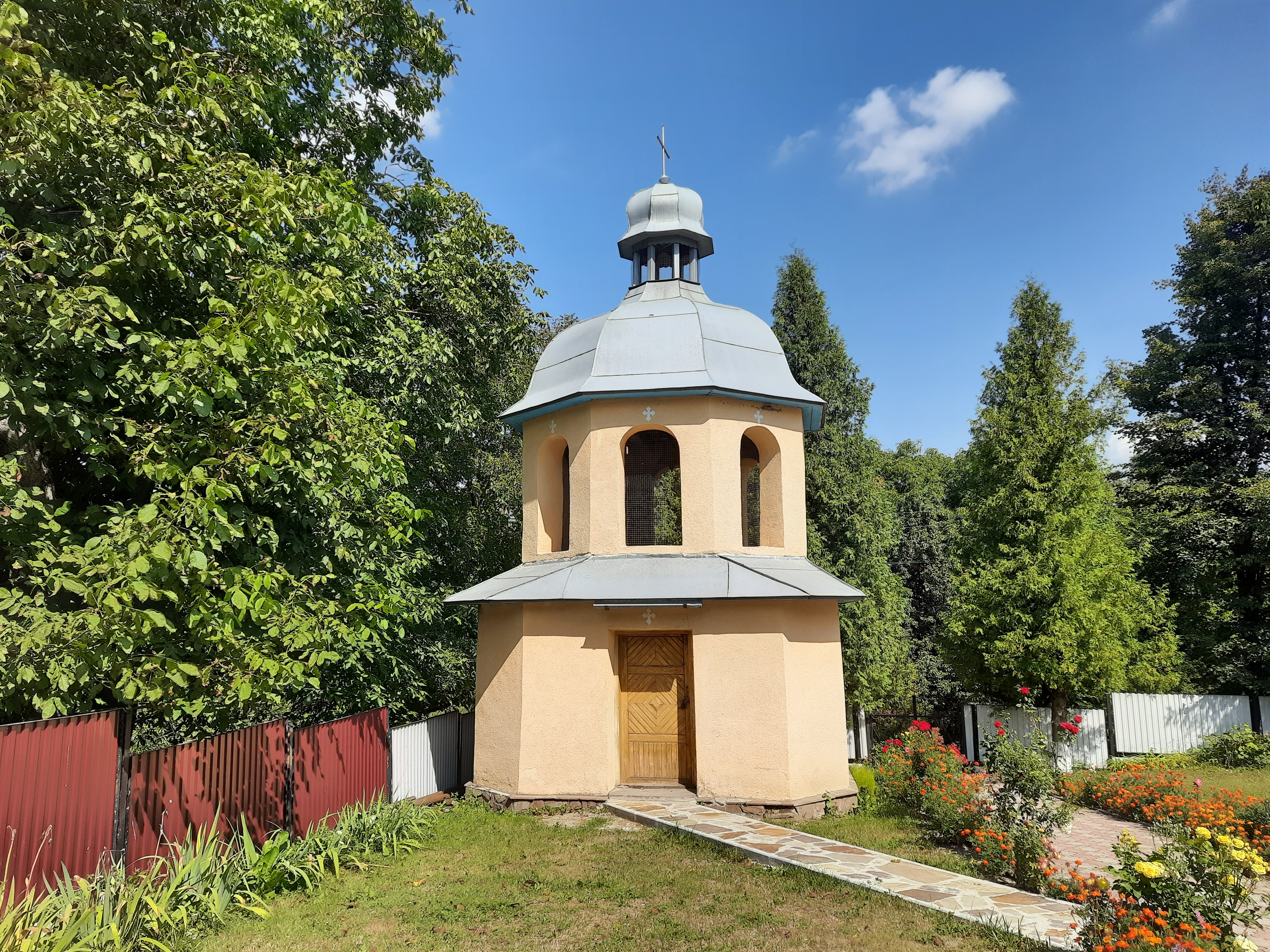
Дзвіниця церкви Різдва Пресвятої Богородиці
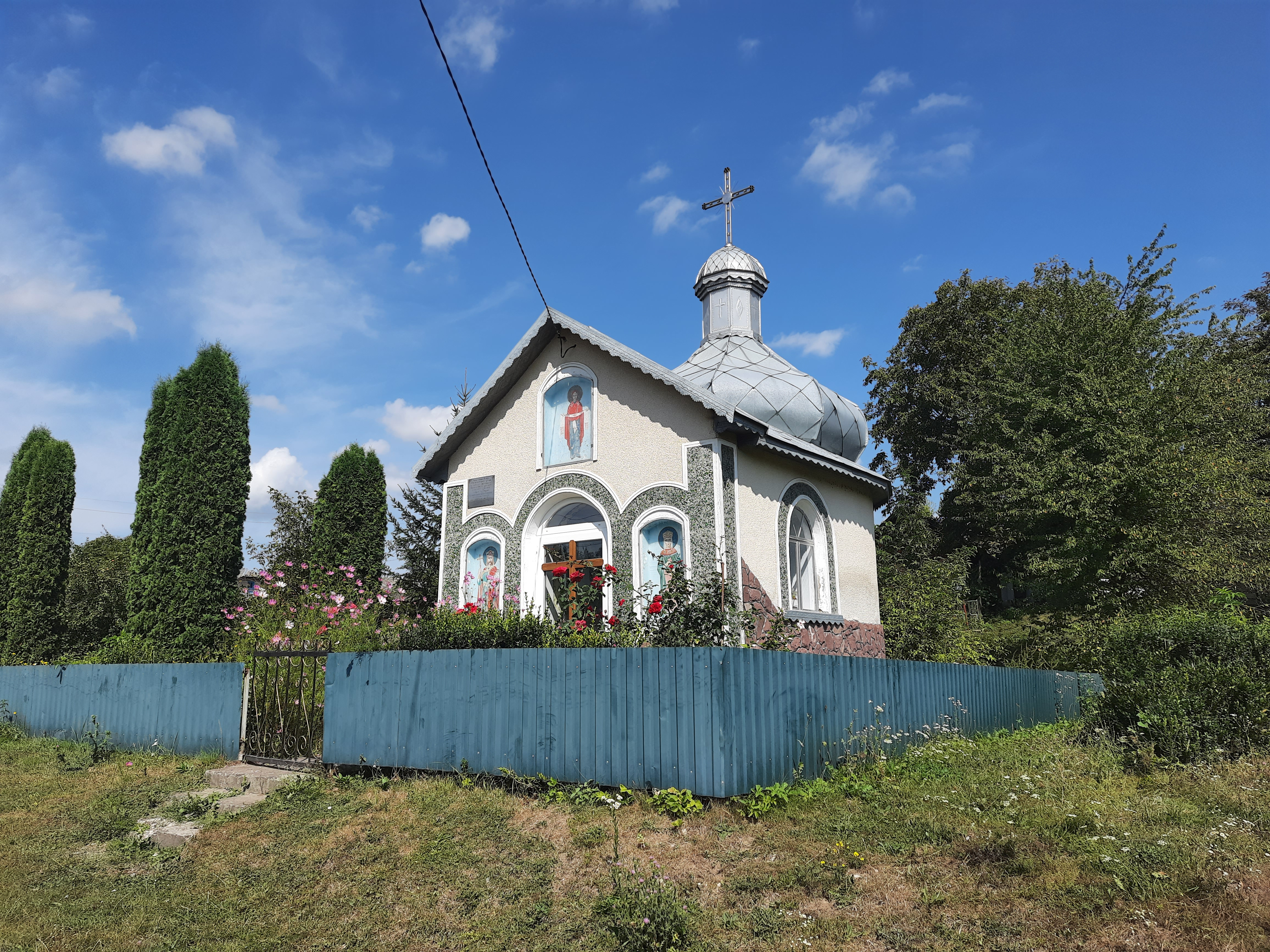
Каплиця
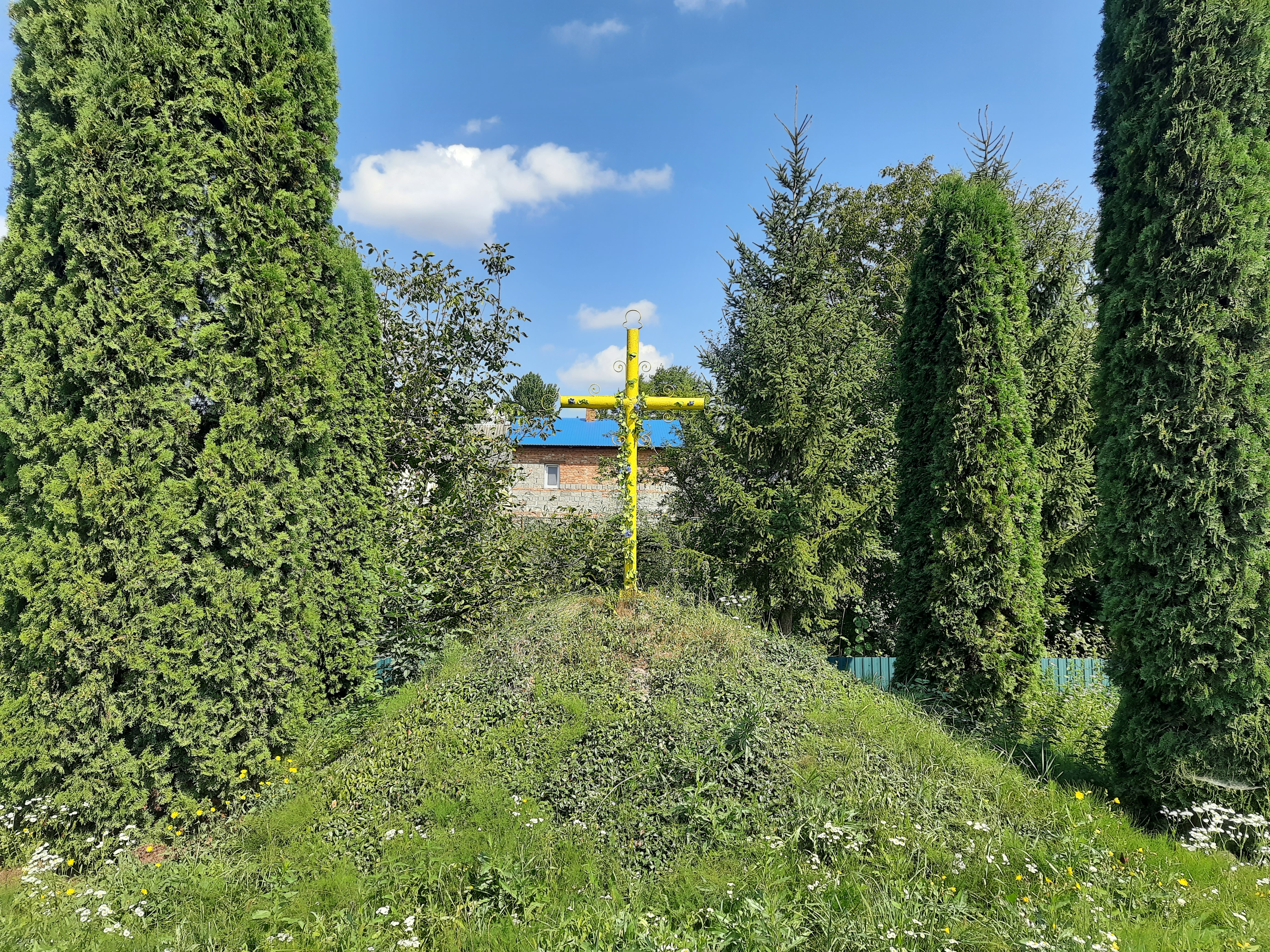
Пам'ятний хрест
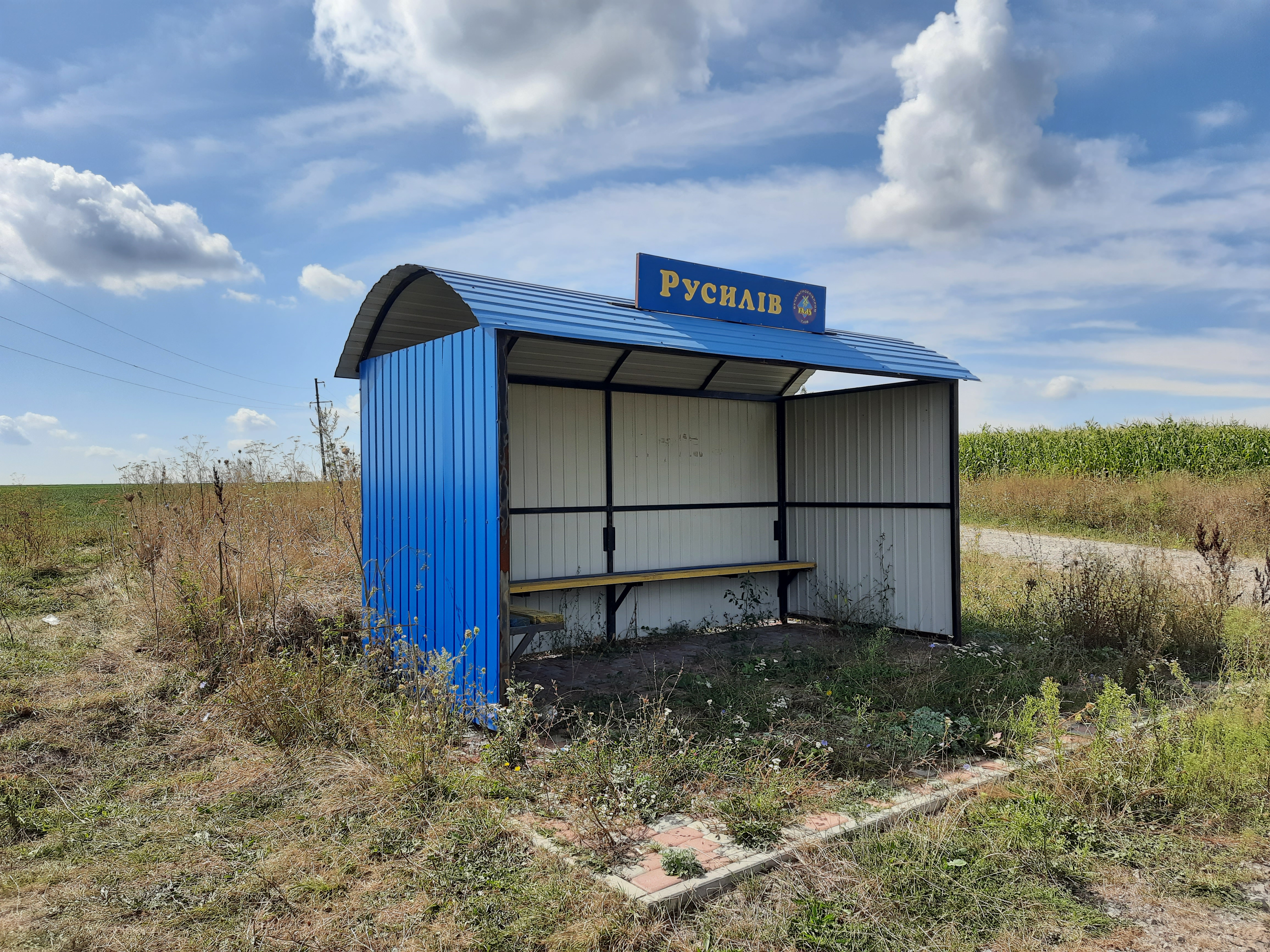
Автобусна зупинка біля села